# 董宪军
董宪军（1969年9月17日—），男，山东省定陶县人，中华人民共和国官员，中国共产党党员，曾任山西省科技厅副厅长。

## 生平
董宪军1991年1月加入中国共产党，1994年7月参加工作，后来获得在职法学博士学位。他曾担任国防科工委政策法规司主任科员，中共北京市委党校经济与教研部教师。
之后，他转往安徽省任职，任安徽省政府发展研究中心调研员、城市经济处处长。随后返回北京，在北京市投资促进局担任过研究发展处处长、商务联络处处长。
后来他到山西省任职，成为中共大同市委副秘书长、市委政研室主任。2018年10月，他被任命为大同市经济和信息化委员会主任。2019年初，大同市政府机构改革后，他继续担任大同市工业和信息化局（兼挂大同市大数据应用局、大同市民营经济发展促进局牌子）局长。2020年1月，他晋升山西省科技厅副厅长，试用期一年。
2020年6月11日下午，董宪军卷入一宗命案。事发现场为清华大学青年公寓19号楼1单元1层的一个套间。邻居称，屋里住着一男一女和一位6岁小女孩，当天屋里曾传出争吵声，小女孩被推出房门。之后，女孩告诉物业人员她的父母正在打架。物业报了警。随后，警方、救护车赶到，两人被送往医院，男子被抬上救护车时裹着棉被。女子不治身亡，男子无生命危险。有消息称，女性死者姓杨，是一名单身母亲，与董宪军并不是夫妻。6月11日是工作日，山西省科技厅工作人员称，董宪军之前以家庭原因请假，因此没有在单位上班。中国大陆的媒体在15日报道了此事，隐去董宪军全名，称“山西省科技厅副厅长董某军”。
2020年8月，山西省政府决定免去董宪军科技厅副厅长职务，即结束试用期。